# Four Men and a Dog
Four Men and a Dog is een Ierse traditionele folkband die ook thuis is in andere genres zoals rock, jazz, bluegrass en country.

## Geschiedenis
De band werd opgericht in 1990 door bodhránspeler Gino Lupari, diatonische accordeonspeler Dónal Murphy, mandoline en banjospeler Brian McGrath en violist Cathal Hayden. Andere leden van de band waren James Blennerhassit op bas en Rod McVeigh op piano.
In 1992 werd Murphy vervangen door accordeonist Conor Keane. In het volgende jaar verving Gerry O'Connor Brian McGrath. Zij speelden op het Belfast Folk Festival en hadden daar veel succes. Hun eerste album Barking mad kreeg een onderscheiding in 1991. In 2003 kwam onverwacht een nieuw album Maybe tonight uit.

## Discografie
- Barking mad, 1991
- Shifting gravel, 1993
- Doctor A's secret remedies, 1995
- Long roads, 1996
- Maybe tonight, 2002
- Wallop the spot, 2007
- And the band played on, 2016